# Ялта, Ялта
«Ялта, Ялта» (хорв. Jalta, Jalta) — хорватський мюзикл 1971 року. Лібрето написав Мілан Гргич, режисером виступив Владо Штефанчич, автор музики — хорватський композитор Алфі Кабільйо. Прем'єра мюзиклу відбулася 28 грудня 1971 року в Загребі.

## Сюжет
Події мюзиклу розгортаються в Ялті в лютому 1945 року під час історичної міжнародної конференції (1945), на якій переможці Йосип Сталін, Вінстон Черчілль та Теодор Рузвельт домовлялися про повоєнний поділ Європи та світу на сфери впливу. З кожним із глав держав до Ялти прибули і їхні ад'ютанти–камердинери: росіянин Гриша, англієць Стенлі та американець Ларрі. Відповідальних за одяг та постіль найсильніших цього світу розмістили жити у старовинній віллі «Арамовський», директоркою якої є молода вродлива жінка Ніна Филипівна. Вона має милий характер і намагається зробити все, щоб її гості жили дружно та в злагоді. Але ад'ютанти, як і їхні хазяї, не довіряють один одному. Доки великі ділять світ, їхні слуги намагаються поділити свою маленьку частинку світу, наприклад, б'ються за більший шматок мотузок для сушіння випраної білизни. 
Тим часом Сталіну, Черчіллю та Рузвельту ніяк не вдається поділити світ, бо на місці Антарктики цілком несподівано з'явилася «зелена левада»: дивним чином на мапі у великій залі відпочинку вона весь час збільшується. Паралельно у будинку ад'ютантів, щоб примирити слуг, Ніна Филипівна починає потайки фліртувати з кожним із них. Тим часом спецслужби дізнаються, що таємниця «зеленої левади» відома Ніні, і вони застосовують тортури, щоб вивідати інформацію. Як один із способів розговорити жінку використовують її теплі стосунки з ад'ютантами. Їм Ніна розповідає, що «зелена левада», — це чудова земля, де ростуть екзотичні квіти, повітря наповнене їхнім ароматом, а її мешканці живуть у повній гармонії й мирі. Ця історія вражає навіть генералів і вони відпускають Ніну. Ніна і ад'ютанти домовляються одного дня разом відбути на «зелену леваду». А можливо, колись і весь світ перетвориться на одну суцільну «зелену леваду»...

## Музика

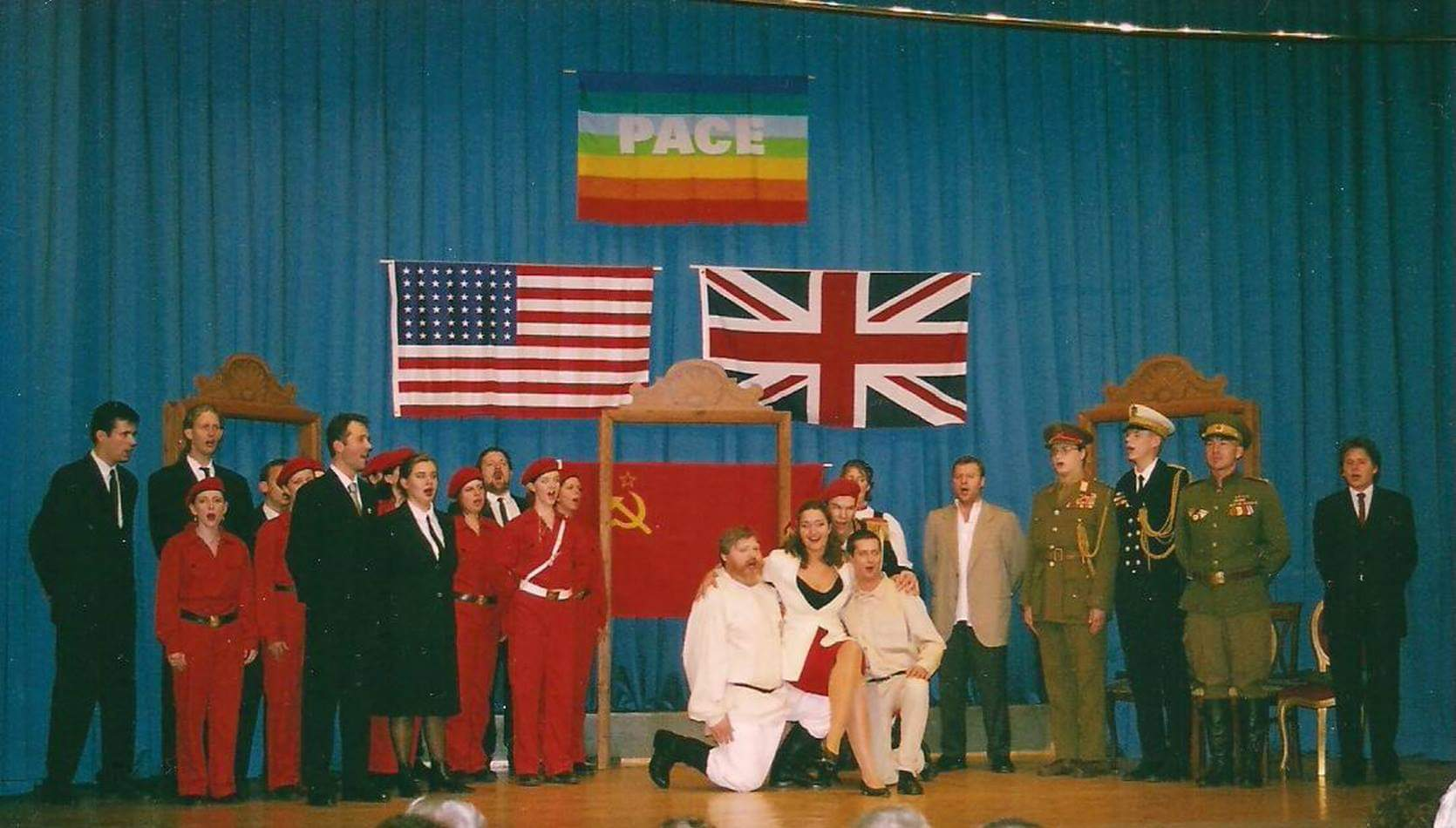
Алфі Кабільйо: Ялта, Ялта, Відень 2004

Музику для «Ялти, Ялти» написав Алфі Кабільйо, і це стало magnum opus його життя, водночас забезпечило успіх мюзиклу. Він складається з таких пісень:
1. Uvertira («Увертюра»);
2. Tri sobara («Троє камердинерів»);
3. Zelena livada («Зелена левада»);
4. Whisky, votka, gin («Віскі, горілка, джин»);
5. Jalta, Jalta («Ялта, Ялта»)
6. Čunčurluk;
7. Što će biti s nama sutra («Що буде з нами завтра»);
8. і, нарешті, найвідоміша пісня з цього мюзиклу Neka cijeli ovaj svijet («Нехай весь цей світ»).

## Історія
1969 року в Загребі відбулася прем'єра першого хорватського рок-мюзиклу, який не дуже сприйняла публіка, а 1971-го — прем'єра другого — «Ялта, Ялта», який мав шалений успіх і на сьогодні вже є частиною хорватської культурної історії, вважається культовим творінням. Мюзикл «Ялта, Ялта» — це спільним творіння лібретиста Мілана Гргича та композитора Алфі Кабільйо. 
Мюзикл «Ялта, Ялта» ставили на сцені загребського театру «Комедія» з 1971 по 1994 рік. Упродовж цього часу відбулося понад тисяча вистав. Окрім того, виставу демонстрували в Італії та Словенії. Однак у 1990-х в умовах економічної, а головне — політико-воєнної кризи, коли відбувалися війни на території колишньої Югославії, постановки мюзиклу припинилися. 
Відродження «Ялти, Ялти» відбулося 2004 року — тоді була показана прем'єра німецькомовної версії мюзиклу у Відні, і відтоді його час-по-час ставлять у театрах німецькомовних країн. Оригінальний же мюзикл «Ялта, Ялта» свого часу було записано та видано на касетах та вінілових платівках, а у 2000-х цей запис перевидали вже на компакт–диску, і він знову мав велику популярність.
У зв'язку з незгасним інтересом публіки та наближенням 40–річного ювілею прем'єри мюзиклу 2009 року вирішили відродити мюзикл на загребській сцені силами вже нового покоління артистів театру «Комедія». Постановка відбулася 25 лютого на сцені концертної зали «Арена». А в березні «Ялта, Ялта» повернулася вже «додому» — на сцену театру «Комедія», де вистави проходять 3-4 рази на тиждень. Мюзикл увійшов до репертуару Хорватського національного театру в місті Осієку, демонструвався у стінах стародавнього римського амфітеатру «Арена» в місті Пула. Нову версію мюзиклу «Ялта, Ялта» поставив визначний хорватський театральний режисер Владо Штефанчич, який здійснював і постановку оригінальної версії. Зі старої акторської трупи у новій версії залишився лише один актор — Борис Павленич, який тепер виконує невелику роль, решта ж акторів — молоді артисти.